# سیارک ۷۶۳۸
سیارک ۷۶۳۸ (به انگلیسی: 7638 Gladman، نامگذاری:1984UX) هفت هزار و ششصد و سی و هشتمین سیارک کشف شده‌است که در ۲۶ اکتبر ۱۹۸۴ کشف شد.
قدر مطلق سیارک برابر ۱۳٫۲۰ است.